# بیخوئسکا
بیخوئسکا (به اسپانیایی: Bijuesca) یک دهستان در اسپانیا است که در استان ساراگوسا واقع شده‌است. بیخوئسکا ۵۷ کیلومتر مربع مساحت و ۱۰۹ نفر جمعیت دارد.